# Награде Европске уније за културно наслеђе
Награде Европске уније за културно наслеђе / Еуропа Ностра награде прослављају изврсност у очувању културног наслеђа, почевши од обнове објеката и њиховог прилагођавања новим употребама, рехабилитације урбаних и руралних пејзажа, интерпретације археолошких налазишта и бриге за уметничке збирке. Штавише, оне наглашавајy истраживање, посвећен рад у пољу културног наслеђа од стране појединаца или организација и образовних пројеката везаних за културно наслеђе. Награде су подржане од стране Европске комисије у оквиру Програма Култура. Еуропа Ностра је задужена за организовање избора и додела награда. Награде препознају и промовишу најбољу праксу у заштиту културног наслеђа на европском нивоу. Награда комбинује Еуропа Ностра медаље и дипломе, које су почели у 1978, са ЕУ награда за културно наслеђе / Еуропа Ностра награде, које доприносе наведеним наградама својим монетарним и утицајним димензијама. Циљеви ове шеме награда су троструки: да промовишу високе стандарде у очувању пракси, да стимулишу прекограничну размену знања и вештина, као и да подстакну даље узорне иницијативе у области културног наслеђа.

### Категорије
Од 2008 па надаље, изванредна достигнућа у области наслеђа у Европи се додељују у следеће четири категорије:
- Категорија 1: ОЧУВАЊЕ
- Категорија 2: ИСТРАЖИВАЊЕ
- Категорија 3: ПОСВЕЋЕН СЕРВИС ОД СТРАНЕ ПОЈЕДИНАЦА ИЛИ ОРГАНИЗАЦИЈА
- Категорија 4: ОБРАЗОВАЊЕ, ОБУКА И ПОДИЗАЊЕ СВЕСТИ

Изванредна достигнућа морају бити из једне од наведених области:
- Појединачна зграда или група зграда у руралном или урбаном окружењу
- Индустријске и инжењерске структуре и локације
- Културни пејзажи: историјски паркови и баште, већа дизајнирана пејзажна подручја, или области од културног, еколошког и / или пољопривредног значаја
- Археолошка налазишта, укључујући подводну археологију
- Уметничка дела и колекције: збирке од уметничког и историјског значаја или стара уметничка дела

### Добитници награда

#### 2012

##### Категорија 1
- Институт за социологију Солвај, Брисел, БЕЛГИЈА[7]
- Циклус другог храма, насликани зидни панели у –{Kunststätte Bossard}--у, Јестебург, НЕМАЧКА
- Авероф зграда - Архитектонски факултет, Национални Технички Универзитет, Атина, ГРЧКА[8]
- Ветрењаче из манастира Светог Јована Богослова, Кора, Патмос, ГРЧКА
- Древна Цитадела у Агиос Андреас, Сифнос, ГРЧКА
- Шпански краљевски колеџ у Болоњи, ИТАЛИЈА / ШПАНИЈА
- Музеј воденице Лиубавас замка, Вилниус, ЛИТВАНИЈА
- Португалски комплекс синагога, Амстердам, ХОЛАНДИЈА
- Шест историјских оргуља базилике у Мафри, ПОРТУГАЛ
- Голиа Манастир, Јаш, РУМУНИЈА
- Утврђење у Памплони, ШПАНИЈА
- Ене.термика, Национални Музеј енергије, Понферада, ШПАНИЈА
- Висока пећ број 2, Сагунто, ШПАНИЈА
- Милетос Илиас беј комплекс, Балат, ТУРСКА[9]
- , Буде, Корнвал, ВЕЛИКА БРИТАНИЈА
- Лејтон Хаус Музеј, Лондон, ВЕЛИКА БРИТАНИЈА

##### Категорија 2
- Иновативни протокол за очување слика на платну, Париз, ФРАНЦУСКА
- Августова Ботаничка шифра у Ари Пацис, Рим, ИТАЛИЈА
- Истраживање о рестаурацији Нола палате, Мелиана, ШПАНИЈА

##### Категорија 3
- Пираеус банкарска група, фондација за културу, Атина, Грчка
- Параскива Ковач, Сату Маре, Харгита, РУМУНИЈА
- Аллианои иницијатива и др Ахмет Иарас, Аллианои, ТУРСКА[10]
- Друштво за заштиту античких грађевина, Лондон, ВЕЛИКА БРИТАНИЈА

##### Категорија 4
- , Лаесое, ДАНСКА
- Радна и рестауративна стручност у руралним областима Јоенсуу, ФИНСКА
- Упутство за наставу: Утврђење Ваубана, Бесансон, ФРАНЦУСКА
- Побољшај површину од важности за културно наслеђе - Норвешка Херитиџ фондације, Вага, НОРВЕШКА[11]
- Укрштање култура (Crossing Cultures): трансформација Ашмолеан музеја, Оксфорд, ВЕЛИКА БРИТАНИЈА

#### 2011

##### Категорија 1
- (Кнежеви млинови), Ааршот, БЕЛГИЈА
- (Антверпска Централна станица), Антверп, БЕЛГИЈА
- Вила Емпаин, Брисел, БЕЛГИЈА
- , Доња Нормандија, ФРАНЦУСКА
- Конзервација намештаја у Боулле-техникуе, Минхен, НЕМАЧКА
- Древна Месена, Месенија, ГРЧКА
- БК Град, Делфт, ХОЛАНДИЈА
- (Силос Плаво Јагње), Гдањск, ПОЉСКА
- (таписерије Пастрана), Пастрана, Гвадалахара, ШПАНИЈА
- Преиндустријске зграде у Адемузу / Сесги, Адемуз, Валенсија, ШПАНИЈА
- Врт Хакфал шуме, Гревелторп, Северни Јоркшир, ВЕЛИКА БРИТАНИЈА[12]
- (црква Светог Ђорђа), Шипка, АЛБАНИЈА. (Прималац Еуропа Ностра награде у категорији Пројекат из европске земље која не учествује у програму за културу Европске уније)

##### Категорија 2
- Студија о дрвеним црквама и звоницима Европе, Праг, ЧЕШКА РЕПУБЛИКА
- Архитектонско наслеђе у тампон зони утврђеног града Никозије, КИПАР
- Студија о изградњи сламених кровова у западној Европи, од Астурије до Исланда, Мадрид, ШПАНИЈА

##### Категорија 3
- Професор Томаш Дурдик, Праг, ЧЕШКА РЕПУБЛИКА
- (пријатељи Бределар манастира), Марсберг, НЕМАЧКА
- (удружење наслеђа), Амстердам, ХОЛАНДИЈА
- Симон Модрзејевски, Новица, ПОЉСКА
- Др Ханс-Кристијан Хаберман, Сибињ, РУМУНИЈА

##### Категорија 4
- Монументалне цркве Антверпена, БЕЛГИЈА
- (срце за народне кафане) у Фландрији и Бриселу, БЕЛГИЈА
- 4 града Драгодид - Очување технике клесања сувог камена Источног Јадрана, Загреб, ХРВАТСКА
- (АртЗуид) Фондација - скулптуре и архитектура у Амстердаму, ХОЛАНДИЈА
- Центар за образовање и обнову манастира Сан Миллан де Иусо, Сан Миллан де ла Кохоја, Ла Риоха, ШПАНИЈА
- (Вилд и Даунленд) музеј на отвореном, Чичестер, Западни Сасекс, ВЕЛИКА БРИТАНИЈА
- фонд за поморску археологију, Соутхамптон, ВЕЛИКА БРИТАНИЈА

#### 2010

##### Категорија 1
- (Нордкете) жичаре, Инзбрук, АУСТРИЈА
- (Ливница машинског друштва Алзаса), Милуз, ФРАНЦУСКА
- , Париз, ФРАНЦУСКА
- Саркофази војвода Помераније, Волгаст, НЕМАЧКА
- (Нови музеј), Берлин, НЕМЧКА
- Древни торањ и помоћне зграде у Агиа Триада-Хорио, Аморгос, ГРЧКА
- Национална опсерваторија Атине, Атина, ГРЧКА
- Утврђење и зидине Схертогенбоcxa, Схертогенбосх, ХОЛАНДИЈА
- Вестергасфабриек, Амстердам, ХОЛАНДИЈА
- Манастир Санта Клара-а-Веља, Коимбра, ПОРТУГАЛ
- Римско Позориште, Картахена, ШПАНИЈА
- Црква Лос Дескалзос, Есиха, ШПАНИЈА
- Краљевски локалитет Сан Илдефонсо, ШПАНИЈА
- Султанов павиљон у Јени џамији, Истанбул, ТУРСКА
- Бискупски двор Сент Давидса, Ст Давидс, ВЕЛИКА БРИТАНИЈА
- (црква светог Мартина-у-пољима), Лондон, ВЕЛИКА БРИТАНИЈА

##### Категорија 2
- Истраживање о обнови Хорни Храд (горње палате) државног замка града Бечова, Бечов, ЧЕШКА
- Света архитектура дрвених структура у Карпатима: Изградња археологије одабраних објеката у западној Украјини, Минхен, НЕМАЧКА
- Истраживање о обнови Темпеста тврђаве, Ноале, ИТАЛИЈА
- Пројекат писама - Винсент ван Гогова писма, Амстердам, ХОЛАНДИЈА

##### Категорија 3
- Нилс Вест, Копенхаген, ДАНСКА

У овој категорији Еуропа Ностра награде додељене су двеју пројеката из земаља које не учествују у програму Европске уније за културу:
- Комисија за очување националних споменика, Сарајево, БОСНА И ХЕРЦЕГОВИНА
- Људмила В. Шапошникова, Москва, РУСИЈА

##### Категорија 4
- Ремпарт: Волонтери за чување баштине, Париз, ФРАНЦУСКА
- Вулкански парк предела источног Ајфела, Плајт, НЕМАЧКА
- The Baerwaldbad Архивирано на веб-сајту  (15. март 2012) - Очување јавних купалишта кроз стручне обуке, Берлин, НЕМАЧКА
- Саосећајна Археологија - Питања приповедања и идентитета, Боргер, ХОЛАНДИЈА
- Откривање музеја - Брукентхал Народни музеј, Сибиу, РУМУНИЈА
- Вера у одржавању, Лондон, ВЕЛИКА БРИТАНИЈА

#### 2009

##### Категорија 1
- Гозобург Средњовековна грађевина, АУСТРИЈА
- Зидне слике у загробној капели Гротенфелт Фамилије, ФИНСКА
- Звоник Кесалахти Цркве, ФИНСКА (Главна награда)
- , НЕМАЧКА
- Археолошко ископиште Никополис, ГРЧКА
- Матра музеј у Ђенђешу, МАЂАРСКА (Главна награда)
- Црква Светог Фаустина и Ђовита, ИТАЛИЈА (Главна награда)
- Макро будућност и град Алтернативне економије, ИТАЛИЈА
- Виа Латина у Коимбри, ПОРТУГАЛ
- , ШПАНИЈА
- Црква Санта Марија ла Маиор, ШПАНИЈА
- Стенли Милс, ВЕЛИКА БРИТАНИЈА
- Зграда Логие школе, ВЕЛИКА БРИТАНИЈА
- , ВЕЛИКА БРИТАНИЈА
- , пут на релацији Њукестл-Гејтсхед на Тајн-у (Тynе), ВЕЛИКА БРИТАНИЈА (Главна награда)

##### Категорија 2
- Истраживање, процена и дизајн за структуралну и архитектонску обнову Бедестана, КИПАР
- Серија од пет рестаураторских каталога, од 2004 до 2008. године Оломуц музеја уметности, ЧЕШКА РЕПУБЛИКА
- Инвентар историјскох вртова и дизајнираних пејзажа Ирске, ИРСКА
- Утицај глобалних климатских промена на грађевине од значаја за културно наслеђе, и на културне пејзаже: пројекат Нојева барка, ИТАЛИЈА (Главна награда)

##### Категорија 3
- Глен Мареј, ШПАНИЈА (Главна награда)
- (Фонд Валенцијске комуне ’Светло слика’), ШПАНИЈА
- Професор Дејвид Вокер, ВЕЛИКА БРИТАНИЈА

##### Категорија 4
- , БЕЛГИЈА
- Одрживи Егејски Програм, ГРЧКА (Главна награда)
- Предложени наставни метод за читање/интерпретацију пејзажа: Понтеманцо, ИТАЛИЈА
- Академија Истрополитана Нова, СЛОВАЧКА
- „Култура Мрави“ пројекат, ТУРСКА
- Долина Горњег Колна, пројекат грађења зидова од сувог камена, ВЕЛИКА БРИТАНИЈА

#### 2008

##### Категорија 1
- Награде:
  - Очување јужне фасаде Хорни Храд (горње Палате) Цески Крумлов државног замка, ЧЕШКА РЕПУБЛИКА
  - Очување археолошког налазишта Скаркос на острву Иос, ГРЧКА
  - Обнова и адаптација у сврху поновног коришћења Ван Неле (Van Nelle) Фабрике у Ротердаму, ХОЛАНДИЈА
- Медаље:
  - Очување и реновирање Тоур & Таксис (Tour & Taxis) локације у Бриселу, БЕЛГИЈА
  - Обнова Тапиола базена у Еспоо-у, ФИНСКА
  - Обнова Гранде Форге у Буфон-у, ФРАНЦУСКА
  - Обнова цркве Saint Julien l'Hospitalier-Saint Blaise у Лонгсолс-у, ФРАНЦУСКА
  - Обнова, реконструкција и адаптација Макс Либерман Виле и баште у Берлин-Венсее, НЕМАЧКА
  - Конзервација и рестаурација археолошког налазишта Галеријеве палате у Солуну, ГРЧКА
  - Очување средњовековног моста на Рио Тручас-у код Поблета де Сан Мигуел-у (Pobleta de San Miguel), ШПАНИЈА
  - Обнова певнице цркве Сан Николас де Бари у Мадригал де лас Алтас Торес-у, ШПАНИЈА
  - Обнова зграде и збирки Мусео Сералбо у Мадриду, ШПАНИЈА
  - Очување –{The Grange in Ramsgate}- (Рамсгејтске фарме), ВЕЛИКА БРИТАНИЈА
- Еуропа Ностра медаље:
  - Рестаурација, реконструкција и поновно коришћење катедрале Калининград, РУСИЈА
  - Археолошко налазиште катедрале Светог Пјера у Женеви, ШВАЈЦАРСКА

##### Категорија 2
- Награда:
  - Инвентар архитектуре војних утврђења у Шпанији од стране Asociación Española de Amigos de los Castillos (Шпанско удружење прјатеља двораца), ШПАНИЈА
- Медаље:
  - План за конзервацију Шомловар парка Габора Алфулдија, МАЂАРСКА
  - До Палацио де Белем од стране Музеја председништва републике Португалије, ПОРТУГАЛ

##### Категорија 3
- Награда:
  - , ХОЛАНДИЈА
- Медаље:
  - Емил ван Бредероде, ХОЛАНДИЈА
  - Шербан Г. Кантакузино Д. Унив (Њујорк), мр (Цантаб), РУМУНИЈА
- Еуропа Ностра медаља:
  - Валериа Суруцеану, МОЛДАВИЈА

##### Категорија 4
- Награда:
  - Међународни центар за обуку у домену очувања грађевина од значаја за културно наслеђе у Банфи замку у Бонтиди, РУМУНИЈА
- Медаље:
  - , БЕЛГИЈА
  -  (Омладинско зидарско удружење) Дојче Стифтунг е. В Денкмалсцхуц-а, НЕМАЧКА
  -  серија, ХОЛАНДИЈА
  - (ИХПЕ)

#### 2006
- Сарица Црква - Капедокија (ТУРСКА) у категорији заштита архитектонског наслеђа
- , (Санто Стефано ди Сессанио, ИТАЛИЈА) у категорији очување културних пејзажа
- (НЕМАЧКА) у категорији за заштиту уметничких дела
- Линеарни музеј Атлантског зида (ИТАЛИЈА / БЕЛГИЈА / ФРАНЦУСКА) у категорији истраживања
- Михаи Еминесцу (РУМУНИЈА / ВЕЛИКА БРИТАНИЈА) у категорији посвећен сервис

#### 2007
- Домус Академика, Универзитет Осло.[13]